# Різнич Петро Іванович
Петро Іванович Різнич, псевдонім Петро Різнич Дядя, (28 квітня 1890, Брацлав, Російська імперія — 12 лютого 1966, Врбас, Воєводина, Югославія) — югославський актор, режисер, педагог і культурно-громадський діяч-русофіл українського походження, який зробив внесок в культуру воеводинських русинів.

## Біографія
Народився в Брацлаві (нині Немирівський район, Вінницька область). Ще під час навчання в гімназії в місті Бучач почав цікавитися театром. Брав участь в діяльності українського суспільства «Просвіта».
Після революції, до якої поставився негативно, втік до зайнятого білими Криму і звідти емігрував до Югославії. Оселився в Дубровнику.
За словами його батька, їх рід походив із Дубровника, однак там Різнич не зміг знайти родичів або однофамільців, і врешті-решт опинився в місті Врбас, де проживала велика громада руснаків, чиї предки почали переселятися на сербські землі із Закарпаття в XVIII–XIX ст. У місті Врбас закінчив 6-місячні курси живопису. Влаштувався на посаду вчителя російської мови, живопису та ручної роботи, а у вільний час займався аматорськими театральними постановками разом з учнями гімназії в Руському Керестурі. Там же здобув популярність у громаді під псевдонімом «Дядя». Пізніше закінчив юридичний факультет у місті Суботиця.
У Врбасі познайомився з учителькою тієї ж школи на ім'я Цецилія Шанта, донькою місцевого заможного селянина. Незважаючи на бідність Різнича, той справив враження на майбутнього свекра-москвофіла тим, що просував російську культуру і в той же час швидко освоївся з місцевими звичаями і бачванським діалектом. У сім'ї народилися дочка Надія і син Павле.
Коли в 1945 році в місті Руський Керестур була заснована «Руска матка», Різнич очолив у цій культурній асоціації секцію аматорського театру, займався навчанням майбутніх режисерів і акторів. У Куцурі, Руському Керестурі та Врбасі разом із добровольцями з місцевої русинської громади поставив на сцені 51 п'єсу. Крім того, також поставив сербською мовою чимало п'єс у містах Врбас і Куле. Виховав ряд акторів. Пішов на пенсію з педагогічної роботи в 1958 році.
Помер 12 лютого 1966 р. Похований на цвинтарі міста Врбас.

## Культурна діяльність
За 37 років своєї діяльності в Югославії Петро Різнич Дядя здійснив 226 театральних постановок і навчив 1175 акторів, танцівників (танцівниць) і співаків (співачок). У різних русинських громадах виступав не тільки як режисер, але і як хорист та керівник фольклорних секцій. Для своїх постановок сам розробляв сценографію, декорації, маски, часто і сам був актором, писав і адаптував драматичні тексти.
Крім театру для дорослих, також заснував у Руському Керестурі ляльковий театр для дітей.
До останніх днів свого життя був на сцені, і в лікарню його відвезли з репетиції постановки п'єси М. Горького «На дні» в Руському Керестурі, а наступного дня, 12 лютого 1966 р., там же помер.

## Посмертна пам'ять
У його пам'ять, починаючи з 1969 року, в місті Руський Керестур щорічно проходить театральний фестиваль «Драмски мемориял Петро Ризнич Дядя». Його ім'я носить колись аматорський, а нині професійний «Руски народни театер Петро Ризнич Дядя» у м. Руський Керестур.